# Junynho Martins
Moacir Martins Da Costa Junior (Ribeirão das Neves, 4 de maio de 1976), conhecido como Junynho Martins, é ex-prefeito da cidade de Ribeirão das Neves, Minas Gerais. Professor de história, pós-graduado em Gestão Pública e MBA em Gestão Estratégica de Negócios, ele ficou conhecido por promover eventos na cidade e, posteriormente, por ser executivo da Câmara de Dirigentes Logistas (CDL).

## Carreira Política
Na política, Junynho elegeu-se vereador em Ribeirão das Neves na sua segunda tentativa, em 2008, e chegou a ocupar a presidência durante a legislatura. Em 2012, compôs como vice a chapa de Gláucia Brandão (PSDB) que tentou, sem sucesso, chegar ao comando do executivo. Em 2014, candidatou-se a deputado estadual e ficou na suplência do partido.
Em 2016, concorreu novamente para o executivo pelo PSC, dessa vez para Prefeito, tendo como vice Vitório Júnior (PSD). Foi uma eleição marcada com um embate direto com a então prefeita Daniela Corrêa (PT) que buscava a reeleição. Ao final do dia eleitoral, com 100% das urnas apuradas, ele foi eleito por 58,47% (68.656) dos votos. Por fim, Antônio Carlos Cantor (PPS) – 39.167 (33,36%) ficou em segundo e Daniela – 9.601 (8,18%) em terceiro.
Nas eleições de 2020, Junynho, agora pelo partido Democratas, manteve a chapa com seu vice e entrou na disputa visando se reeleger. De acordo com números publicados pelo Tribunal Superior Eleitoral (TSE), com 100% das urnas apuradas, ele obteve 72.679 mil votos, o equivalente a 54,23% dos votos válidos, sendo reeleito em 1º turno prefeito de Ribeirão das Neves.
Nas eleições de 2022, Vitório Júnior, após apoio de Junynho, concorreu e ganhou a disputa para Deputado Estadual no estado de Minas Gerais e, com isso, renunciou do cargo de vice-prefeito em fevereiro de 2023 para assumir seu posto na Assembleia Legilativa de Minas Gerais.
Nas eleições de 2024, indicou seu atual secretário de administração, Túlio Raposo, para o suceder. O resultado foi favorável ao candidato, sendo Tulio eleito prefeito nas eleições municipais.

### Vida política em Ribeirão das Neves

#### Prefeito (2017-2024)
Em seu primeiro mandato a frente do Executivo Municipal, Junynho criou o SIT Neves (Sistema Integrado de Transporte) que fez de Ribeirão das Neves a primeira cidade da grande BH a ter o transporte coletivo de ônibus troncalizado, ou seja, uma linha troncal (principal) que leva ao centro sendo abastecida com diversas linhas alimentadoras que saem dos bairros.
Além disso, no seu governo foi construída a Avenida Eduardo Brandão (PAC Mobilidade) que liga o munícipio diretamente a BR-040, sem precisar passar pelo centro da cidade. Ainda em sua gestão, ele instaurou um novo Plano Diretor para a cidade, estabelecendo novos padrões sustentáveis para o município. Por fim, criou o programa "Asfalto Novo" que tem como objetivo recapear e asfaltar vias com deficiências urbanísticas.
Em seu segundo mandato a frente do Executivo Municipal, deu continuidade ao programa "Asfalto Novo" e criou o PPP (Parceria Público Privada) da iluminação que tem como objetivo tornar a iluminação pública de Ribeirão das Neves mais moderna e eficiente, trocando lâmpadas incandescentes por lâmpadas de led (26 mil pontos de luz, envolvendo 25 praças, campos de futebol, além de pistas de caminhada e outros espaços coletivos).

## Ligações Externas
- Prefeitura de Ribeirão das Neves
- Junynho Martins - TSE
- Site oficial do DEM